# Tayyibe
Tayyibe (arabisch الطيّبة, DMG aṭ-Ṭayyiba, palästinensisch-arabisch Tayyibe; hebräisch טַיִּבָּה Ṭajjibbah, Plene טייבה auch Taibeh oder Tayiba) ist eine Stadt in Israel. Sie befindet sich etwa 14 Kilometer südöstlich von Netanja bzw. 12 Kilometer nordöstlich von Kfar Saba und zählt zum Meschullasch.
Tayyibe existiert bereits seit der Bronzezeit. Den Status einer Stadt erhielt Tayyibe 1990. 2018 betrug die Einwohnerzahl von Tayyibe 43.127. Die Bevölkerung besteht fast ausschließlich aus Arabern.
Für Aufsehen sorgte der lokale Fußballverein Tayyibes, dem 1996 als erstem arabisch-israelischen Club der Aufstieg in die höchste israelische Liga gelang.

## Söhne und Töchter (Auswahl)
- Ahmad Tibi (* 1958), israelischer Politiker